# لیک آلفرد (فلوریدا)
لیک الفرد (به انگلیسی: Lake Alfred) شهری در شهرستان پولک ایالت فلوریدا است که در سال ۱۹۱۸ بنیان‌گذاری شده‌است. این شهر طبق سرشماری سال ۲۰۱۰ میلادی، ۵٬۰۱۵ نفر جمعیت داشته و مساحت آن نیز ۲۲٫۲ کیلومتر مربع است.

## نگارخانه

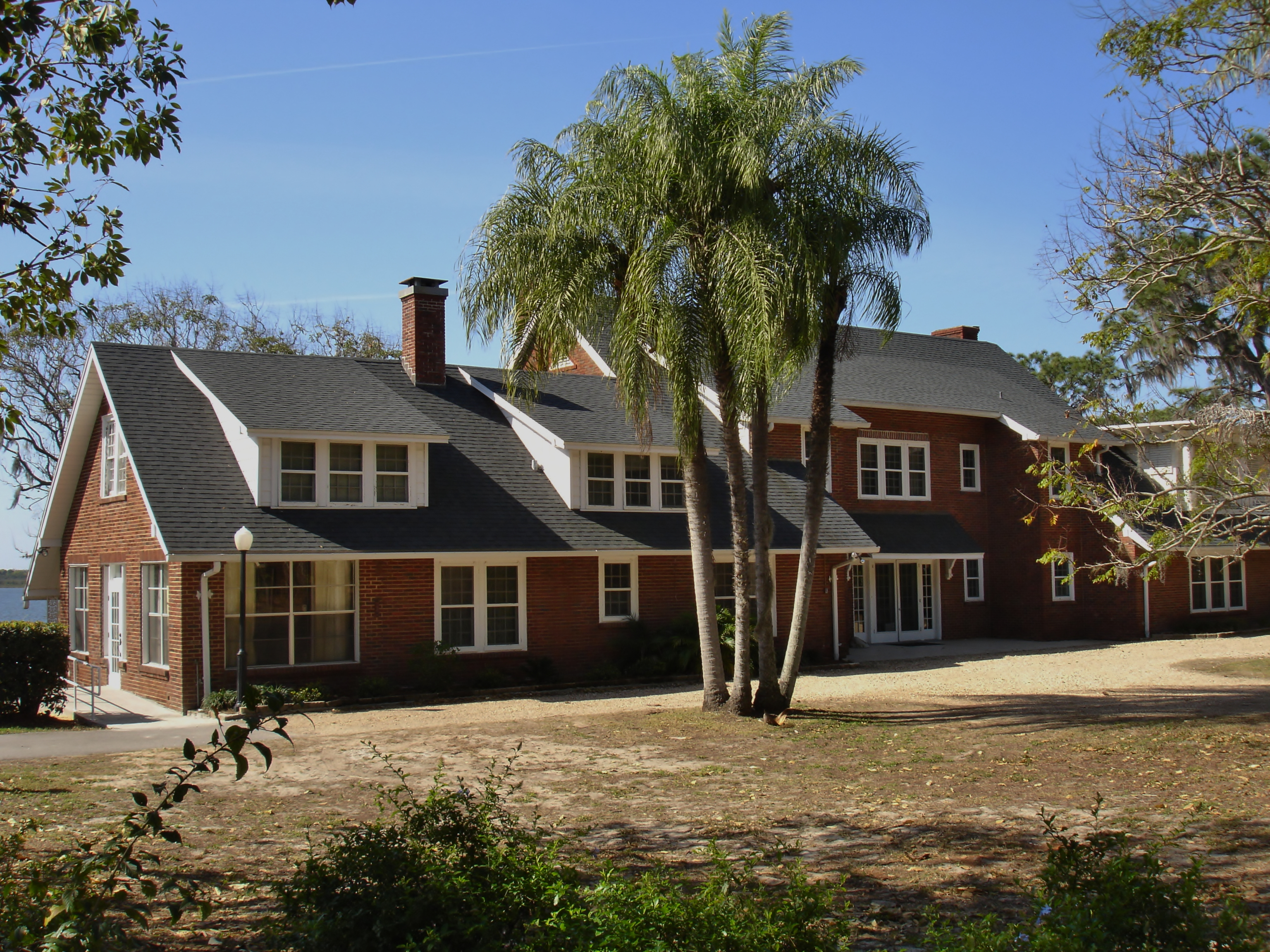
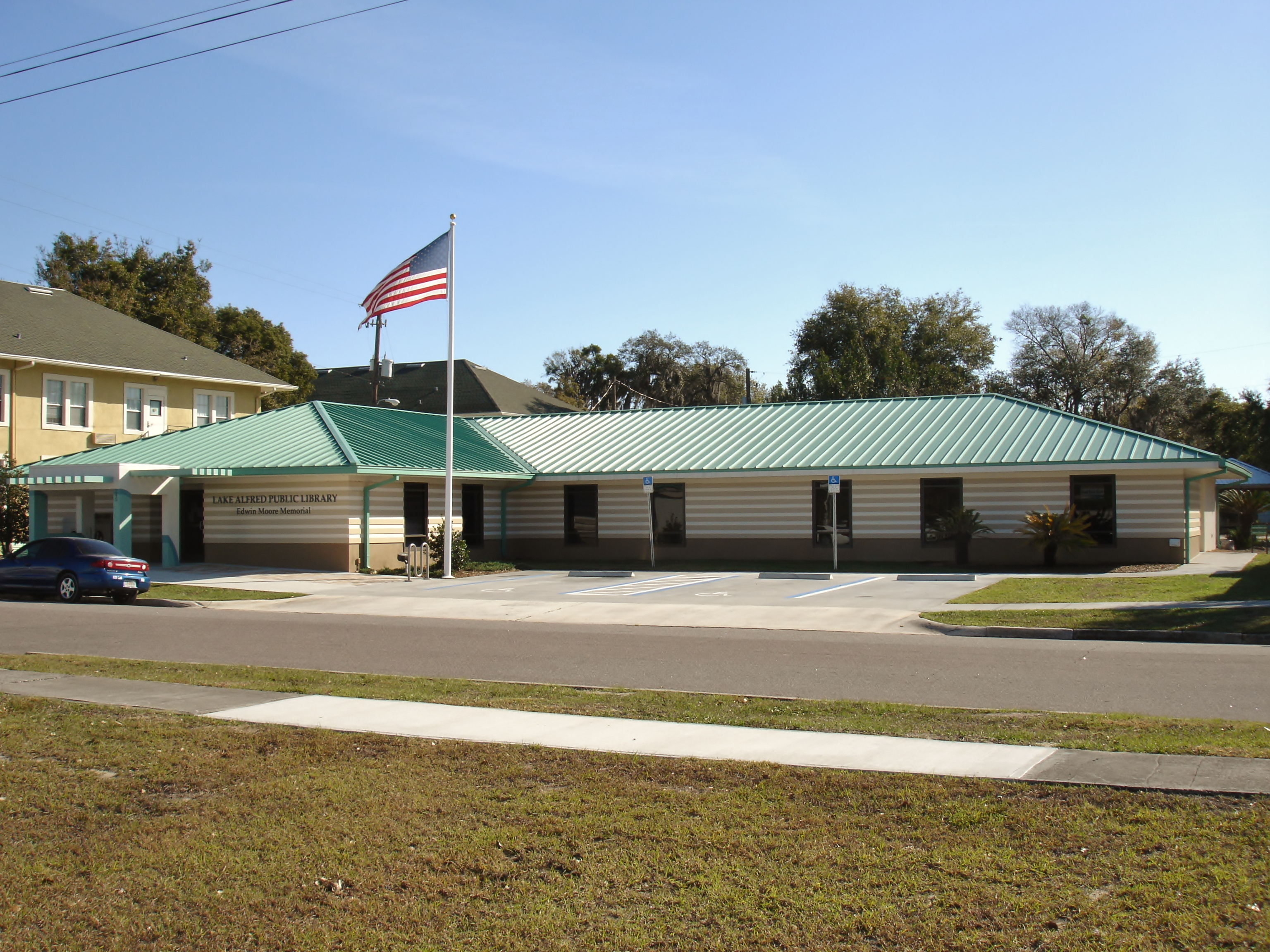
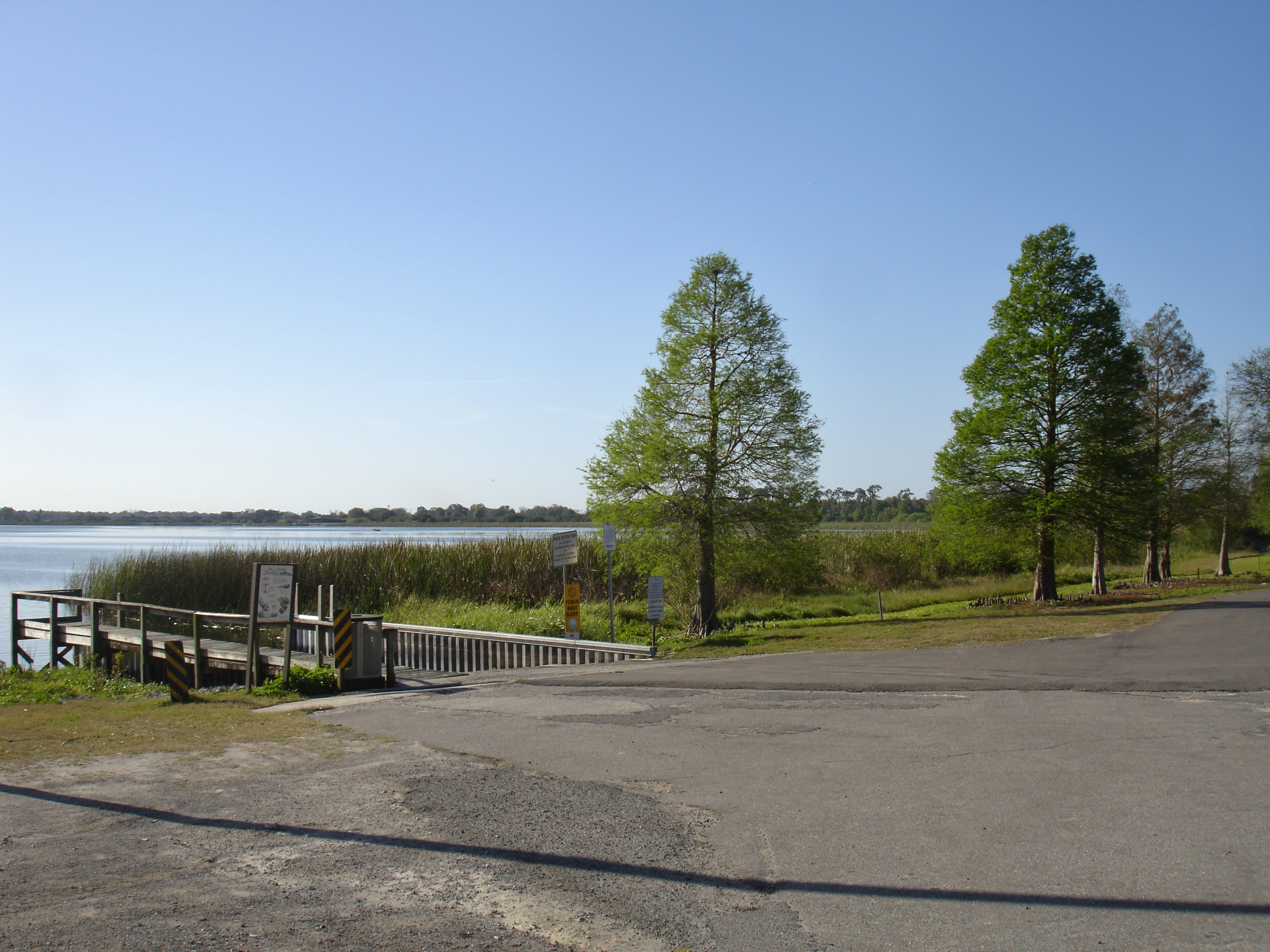